# Liste der Marineattachés des Deutschen Reiches

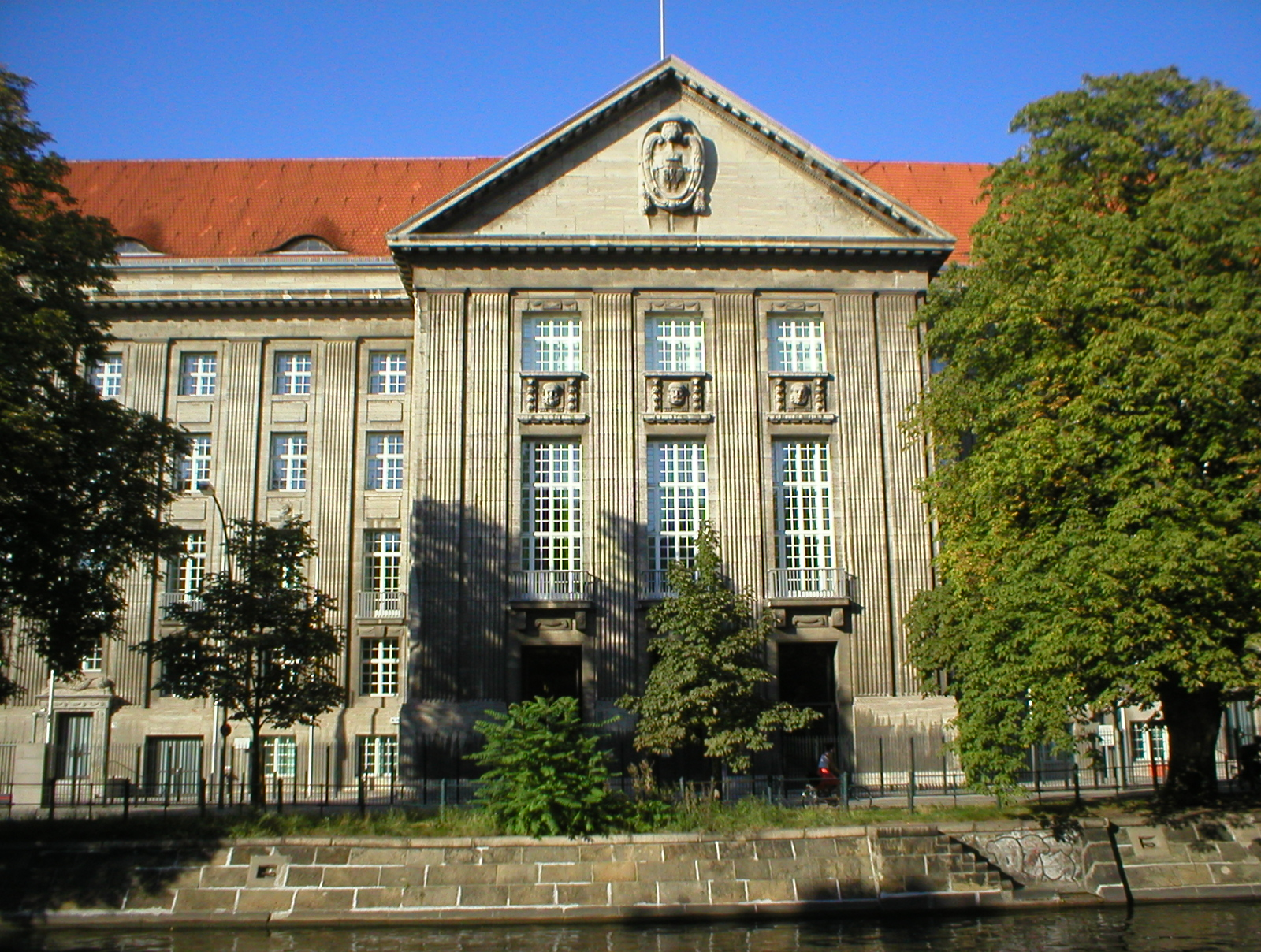
Sitz des Reichsmarineamts in Berlin am Landwehrkanal,
1914: Königin-Augusta-Straße 38-42, ab 1933: Tirpitzufer

 Die Liste der Marineattachés des Deutschen Reiches bietet eine Übersicht über die Träger des Tätigkeitsbereiches deutscher Marineattachés und zum Teil ausgewählter Hilfskräfte an deren Seite in der Zeit Preußens, der Weimarer Republik und des Deutschen Reiches von den Anfängen des beständigen Einsatzes von Marineattachés bis 1945. Etwa ab 1872 reifte der Gedanke in den militärischen Führungskreisen, unterstützt durch Reichskanzler Otto von Bismarck, dass es nicht ausreicht nur Militärattachés für die Belange des Heeres an den Botschaften/Gesandtschaften im Ausland einzusetzen. Dominierend war dabei das von Admiral Alfred von Tirpitz verfolgte Ziel, stets als einer der Ersten über wichtige politische, militärische und strategische Entwicklungen, die Marine betreffend, informiert zu sein. Die Bezeichnung dieser militärischen Einsatzkräfte variierte Anfangs zwischen militärischer Attaché für Marinebelange, Militärbevollmächtigter, Militär-politischer Beobachter, Marinebevollmächtigter, Marineattaché und Weitere. Da in den ersten Jahren ihres Einsatzes auch häufig eine doppelte Beauftragung sowohl für Heeresfragen als auch Marineangelegenheiten erfolgte, war die Zuständigkeit und damit auch der Informationsfluss nicht immer eindeutig zuzuordnen. Diese Situation barg die Gefahr, dass sich das Marineamt mit seinen Attachés in einer nachgeordneten Rolle befand. Deshalb bestimmte König Friedrich III. (1831-1888) die einheitliche Benennung dieser Einsatzoffiziere als Marineattaché. Das Koordinationsbüro befand sich im Gebäude des Reichsmarineamtes, in Berlin Königin-Augusta-Straße 38-42.

## Beschreibung
Die zunehmende politische Bedeutung der kaiserlichen Kolonialpolitik und die rasante Entwicklung der überseeischen Handelsbeziehungen Preußens bildeten wichtige Ausgangspunkte, um zukünftig auch in der Marinepolitik mehr Eigenständigkeit sowohl in den Militär-strategischen Fragen als auch der logistischen Beweglichkeit verfügbar zu haben. Vor allem nach dem deutsch-französischen Krieg 1870/71 bei dem erste Erfahrungen durch Militärbevollmächtigte mit Aufklärungsaufgaben im maritimen Sektor gesammelt wurden, kam 1872 ein ausschließlich auf Marineschwerpunkte ausgerichteter Attaché in den USA zum Einsatz. Die späteren Einsatzländer waren Großbritannien, die Nordischen Reiche (mit Dänemark, Finnland, Norwegen, Russland, Schweden) und Italien. Die zunehmende technische Entwicklung als auch die Initiativen im Bereich der „Gegnererkundung“, vor allem ausgehend von Frankreich und Russland, führten um 1890 dazu, dass von deutscher Seite und oft einvernehmlich mit der Gegenseite, Marineattachés zu einer beständigen Institution wurden. Das war genau auch der Zeitpunkt an dem die deutsche Flottenpolitik, vorangetrieben von dem Dezernenten im Oberkommando der Marine Alfred von Tirpitz (1849-1930), einen eigenständigen Charakter erhielt. Erst kurz vor der Jahrhundertwende kamen der asiatische Raum mit Japan, Spanien mit seinen Kolonien und 1902 Rumänien mit eigenständigen Marineattachés dazu.
Ihre Doppelrolle bestand von Beginn an darin, einerseits dem diplomatischen Personal angehörend, Teil der deutschen Außenpolitik zu sein und andererseits als Militärperson, die militär-strategische Entwicklung zu unterstützen. Die Einrichtung als beständige Institution der Marineattachés erfolgte parallel zur Bildung eines eigenständigen Nachrichtenbüros beim Reichsmarineamt, nicht im Admiralstab.

## Liste und Länderzuordnung
Die Liste ist nach den Staaten geordnet, für die die Marineattachés notifiziert waren. Dort wo die An- und Abreisedaten eine Überschneidung aufwiesen wurde das Datum der offiziellen Amtsübernahme bzw. der Übergabe an den Nachfolger im Zielland benutzt.

### ABC – Staaten
Der Einsatz eines deutschen Marineattachès bezog sich bei den ABC-Staaten auf Argentinien, Brasilien, Chile, jeweils bis zum Abbruch der diplomatischen Beziehungen oder des Endes der Laufzeit. Außerdem galt der Einsatz zeitweilig auch für Uruguay und später für Paraguay mit.
Der Geschäftssitz war in Buenos Aires.

#### Argentinien
- 13. April 1914 bis 4. März 1920: K.Kapt./F.Kapt. August Moller (1875–1948)[3]

Als Marineattaché war Moller zuständig für Argentinien, Brasilien, Uruguay und Chile. Nach einer ereignisreichen Zeit im Ersten Weltkrieg blieb er nach 1920 als einflussreiches Mitglied der deutschen Kolonie in Buenos Aires.
- 1. Dezember 1936 Einsatzbeginn, offizielle Übernahme vom 1. Oktober 1937 bis 26. Januar 1943: F.Kapt. Dietrich Niebuhr

Als Marineattaché war Niebuhr zuständig für Argentinien, Brasilien, Uruguay und Paraguay. Ab 1937 kam auch noch Chile als Verantwortungsbereich dazu. Er wurde 1941 aus Argentinien ausgewiesen. Vermutlich führte Niebuhr von Brasilien aus die Geschäfte weiter und erhielt 1943 noch die Leitung der lokalen Abwehr. Am 8. Mai 1943 kam er in Kriegsgefangenschaft.

#### Brasilien
- 13. April 1914 bis Februar 1917: K.Kapt. August Moller (1875–1948)[3]

Zum Februar 1917 wurden die diplomatischen Beziehungen zu Deutschland kriegsbedingt abgebrochen.
- 1. Dezember 1936 bis 22. August 1942: F.Kapt./Kapt.z.See Dietrich Niebuhr

Niebuhr war außerdem zuständig für Argentinien, Chile (ab 1937), Paraguay und Uruguay.

#### Chile
- 13. April 1914 bis 31. März 1920: K.Kapt./F.Kapt. August Moller (1875–1948)[3]

Ende März 1920 erfolgte die Aufhebung der Stelle für Chile.
- 24. September 1937 bis 26. Januar 1943: F.Kapt./Kapt.z.See Dietrich Niebuhr

Niebuhr war außerdem zuständig für Argentinien, Paraguay und Uruguay.

### Nordisches Reich
Der Militärbevollmächtigte bzw. später der Marineattaché für die nordischen Reiche war zuständig für Dänemark, Norwegen, Russland (bis 31. August 1914) und für Schweden. Mit Bildung des finnischen Staates wurde zwischen Deutschland und Finnland auch der Einsatz eines Marineattachés ab 1919 vereinbart. Seinen Sitz hatte der Marineattaché in Sankt Petersburg und ab 31. Juli 1914 in Stockholm. Während des Ersten Weltkrieges führte er die Bezeichnung Marineattaché für Kristiania (Norwegen) und Marineattaché für Kopenhagen (Dänemark). Am 11. April 1918 wurde die Stelle des Beauftragten für die Nordischen Reiches aufgehoben, ab da an führte er die Bezeichnung Marineattaché Stockholm und ab 28. Oktober 1919 wieder die Bezeichnung Marineattaché Nordisches Reich. Am 31. März 1920 wurden die Attachéstellen für den Bereich des Nordischen Reiches einseitig durch Deutschland aufgehoben.
Marinebevollmächtigter:
- 5. April 1886 bis 1. Juni 1888: Kapt.z.See Rudolf von Rössing,[5] zugleich Verantwortung für Russland.

Marineattaché:
- 1. Juni 1888 bis 3. Februar 1891: Kaptltn. Wulf von Plessen (1854–1924),[5] späterer Marineattaché Italiens und Dänemarks.
- 1. Januar 1892 bis 20. September 1898: Kaptltn./K.Kapt. Eugen Kalau vom Hofe
- 1. Oktober 1898 bis 14. Juni 1903: K.Kapt./Kapt.z.See Malte von Schimmelmann
- 15. Juni 1903 bis 9. September 1908: K.Kapt./Kapt.z.See Paul von Hintze
- 1. Oktober 1908 bis 30. September 1912: K.Kapt./Kapt.z.See Walter Freiherr von Keyserlingk
- 1. Oktober 1912 bis 24. April 1913: K.Kapt. Carl Fürst zu Ysenburg und Büdingen
- 25. April 1913 bis 30. Juli 1914: Kapt.z.See Reinhold von Fischer-Loßainen

Der Abbruch der Beziehungen zwischen Deutschland und Russland erfolgte mit dem Zeitpunkt der Kriegserklärung. Von da an war der Marineattaché nur noch für Dänemark, Norwegen und Schweden verantwortlich. Die Kompetenz für Norwegen musste er dann im Oktober 1915, die für Dänemark im April 1918 aufgeben. Die Zuständigkeit für Schweden behielt er indessen bis zum 11. Januar 1919.
Marineattaché für die nordischen Reiche:
- 5. April 1919 bis 31. März 1920: K.Kapt./F.Kapt. Alexander von Senarclens-Grancy, vormals ab Februar 1919 nur Marineattaché Schweden. Der Einsatz war für den skandinavischen Raum bestimmt. Am 24. August 1919 wurde er als Marineattaché für die Nordischen Reiche, mit Zuständigkeit auch für Dänemark notifiziert.

Im März 1920 wurde die Stelle durch das Auswärtige Amt zurückgezogen.

#### Russland
Marineattaché des russischen Reiches war:
- 1869 bis 1886: Oberst Bernhard von Werder, wechselte in das Amt des deutschen Botschafters am russischen Zarenhof bis 1901.
  - kommissarisch und 2. Attaché 1885 bis 1894: Maximilian Graf Yorck von Wartenburg
- 5. April 1886 bis 1. Juni 1888 (als Marinebevollmächtigter): Kapt.z. See Rudolf von Rössing (1846–1934), zugleich Verantwortung für Nordisches Reich. Seinen Hauptsitz hatte er in St. Petersburg.

Ab 6. April 1886 wurde die Stelle des Marineattachés für Russland durch den Marineattaché für das Nordische Reich wahrgenommen. Zusätzlich kam für die Kontrolle des Seebereiches im Bereich des Schwarzen Meeres ab 1899 Kurt Hentschel von Gilgenheimb (1877–1918) am deutschen Konsulat in Odessa zum Einsatz. Nach seiner Ablösung 1908 verblieb Paul von Hintze als Militärbevollmächtigter weiter in St. Petersburg.
Mit dem Ausbruch des Ersten Weltkrieges im August wurde die Attachéstelle im Russischen Reich hinfällig. Der Einsatzort der Marineattachés wurde nach Stockholm verlegt.
Das Zarenreich hörte 1917 auf zu bestehen. Für den Zeitraum nach 1917 siehe Militärattachés in der Sowjetunion und Liste der Marineattachés in der Sowjetunion.

#### Dänemark
Ab 5. April 1886 wurden die Aufgaben des Marineattachés für Dänemark durch den Marineattaché des Nordischen Reiches wahrgenommen. Während des Ersten Weltkrieges war in Kopenhagen ein eigener Marineattaché ernannt worden.
Marineattachés:
- ab Mai 1918: Oberleutnant zur See Joachim von Lyncker (* 1889) in Kopenhagen zuständig. Er war als Hilfsarbeiter des Marineattachés Reinhold von Fischer-Loszainen in Stockholm angemeldet.
- ab April 1919: K.Kapt. Alexander von Senarclens-Grancy, zuständig für Dänemark und zugleich Marineattaché für die nordischen Reiche.

Ab 13. Juli 1915 war der Marineattaché Niederlande, Kaptl. Erich von Müller, Leiter der Zweigstelle des Marineattachés für die Nordischen Reiche in Kopenhagen.
Im März 1920 wurde die Stelle durch das Auswärtige Amt offiziell, ohne Einwilligung der militärischen Seite zurückgezogen.
- Einsatz nach 1920: Kaptltn. der Seewehr Wilhelm Bartling (* 1871). Sein Einsatz wurde zur Abdeckung als „Bevollmächtigter des Admiralstabes der Marine für Dänemark“ deklariert.

- 27. September 1933 bis 10. Oktober 1939: F.Kapt. Werner Steffan mit Sitz in Stockholm, zugleich Marineattaché für Norwegen und Schweden, anschließend nur noch Marineattaché Schweden.
- 11. Oktober 1939 bis 10. Januar 1943: Kapt.z.See Hans Henning.

An der Übergabe der Kapitulationsaufforderung an die dänische Regierung im Rahmen der deutschen Besetzung des Landes am 9. März 1940 nahm die frühere Militärattaché Kurt Himer (1888–1942) teil.
Nach der deutschen Besetzung Dänemarks wurde die Stelle das amtierenden Marineattachés je hälftig dem Stab der Besatzungsstreitkräfte und dem Stab des Reichsbevollmächtigten für das besetzte Dänemark unter Cécil von Renthe-Fink zugeteilt. Ohne über eine Notifizierung von dänischer Seite zu verfügen, war er der Hauptabteilung II des Besatzerstabes zugeteilt. Sein Vorgesetzter war hier SS-Oberführer Paul Kanstein.

#### Norwegen
Die Dienstgeschäfte wurde ab 5. April 1886 durch den Militärbeauftragten bzw. Marineattaché des Nordischen Reiches wahrgenommen.
- 1. August 1914 bis 1. Oktober 1915: Kapt.z.See Reinhold von Fischer-Loßainen, ehemaliger Marineattaché Nordisches Reich, zeitgleich Marineattaché Dänemark und Schweden.
- 2. Oktober 1915 bis 11. April 1919: K.Kapt. Hans Hilmers[5]
- ab April 1919 bis 31. März 1920: K.Kapt./F.Kapt. Alexander von Senarclens-Grancy, zugleich Marineattaché Schweden und ab August 1919 Marineattaché für die Nordischen Reiche

Ab 12. April 1919 wurden die Dienstgeschäfte wieder durch den Marineattaché des Nordischen Reiches wahrgenommen. Ende März 1920 wurde die Stelle durch das Auswärtige Amt einseitig zurückgezogen.
- 27. September 1933 bis 31. August 1939: F.Kapt. Werner Steffan. Mit Sitz in Stockholm, zugleich Marineattaché Dänemark und Schweden, anschließend nur noch Marineattaché Schweden.
- 11. Oktober 1939 bis 9. April 1940: K.Kapt. Richard Schreiber.
- vom 10. April 1940 bis 8. Mai 1945: Kapt.z.See Hans Henning, trotz der militärischen Besetzung des Landes übernahm er von seinem Vorgänger die Aufgaben für die Marine, war dabei zugleich für Dänemark zuständig.

#### Schweden
- 28. April 1885 bis 2. März 1886: Oblt.z.See Georg Alexander von Müller. Er wurde als „militärpolitischer Beobachter für Kriegs- und Neutralitätsfragen“ an die preußische Gesandtschaft in Stockholm versetzt. Dabei nahm er zugleich die Aufgaben für den Marinebereich wahr.

Der Posten des Marineattachés für Schweden wurde seit dem 5. April 1886 durch den Militärbeauftragten und späteren Marineattaché für das nordische Reich wahrgenommen.
Ab 9. Oktober 1915 wurde die nur für Schweden zuständige Stelle eines Marineattachés geschaffen und besetzt. Ab 16. Februar 1919 führte er die Bezeichnung Marineattaché Stockholm und ab dem 28. Oktober 1919 wieder die Bezeichnung Marineattaché des Nordischen Reiches.
- 9. Oktober 1915 bis 11. Januar 1919: Kapt.z.See Reinhold von Fischer-Loßainen,[5] ehemaliger Marineattaché Nordisches Reich und zeitgleich Marineattaché für Dänemark (bis 1918) und Norwegen (bis 1915).
- 16. Februar 1919 bis 27. März 1920 K.Kapt./F.Kapt. Alexander von Senarclens-Grancy,[5] Ab April 1919 war er auch Marineattaché in Norwegen und ab August 1919 Marineattaché für die Nordischen Reiche.

Danach wurde das Büro bis 1933 geschlossen.
- 27. September 1933 bis 5. Mai 1940: F.Kapt./Konteradmiral Werner Steffan, ehemaliger Marineattaché von Spanien, zugleich bis Oktober 1939 Marineattaché Dänemark und Norwegen. Vom 1. Oktober 1933 bis 30. Juni 1937 war er, bevor er die Dienststelle an Reimar von Bonin übergab, auch Marineattaché Estland.[7]

Als offizielle Hilfskraft, inoffiziell für nachrichtendienstliche Aufgaben eingesetzt, war von September 1939 bis Juli 1940 Hermann Bolte (* 1891), u. a. Stahlhelmführer in Stockholm, im Büro tätig.
- 5. Mai 1940 bis 8. Mai 1945 K.Kapt. Paul von Wahlert (* 1892)

Vom Oktober 1940 bis April 1942 wurde der Nachrichtenoffizier des Amtes Ausland/Abwehr, Korvettenkapitän Alexander Cellarius als Gehilfe des Marineattachés zugeteilt. Diese offizielle Zuordnung hatte den Hintergrund der Tarnung des nachrichtendienstlichen Wirkens von Cellarius.

#### Finnland
- Mai 1918 bis 27. Oktober 1919: K.Kapt. Alfred Reuter als Marinemitglied der Deutschen Delegation in Finnland. Seinen Sitz hatte er in Stockholm.

Die Dienstgeschäfte eines Marineattachés für Finnland wurden in der Zeit vom 28. Oktober 1919 bis 27. März 1920 durch den Marineattaché des Nordischen Reiches wahrgenommen. Ab Januar 1920 hatte er seinen Sitz in Stockholm.
- von Januar 1920 bis 31. März 1920: K.Kapt. Alexander Freiherr von Senarclens-Grancy, ehemals Marineattaché Nordisches Reich. Er hatte seinen Hauptsitz in Stockholm. Die Stelle wurde durch einseitige Aufhebung der Entsendung durch das Auswärtige Amt in Berlin aufgelöst.

- 27. September 1933 bis 30. Juni 1937: F.Kapt. Werner Steffan.
- 1. Juli 1937 bis 3. September 1944: Kapt.z.See/K.Adm. Reimar von Bonin. Zugleich Verantwortung über die baltischen Staaten Estland, Lettland und Litauen.[9]

Kurz vor dem deutschen Überfall auf Polen wurde von Bonin als sein Assistent der Nachrichtenoffizier Alexander Cellarius, Mitarbeiter beim Amt Ausland/Abwehr, Abwehrgruppe I M beigeordnet. Diese formale Zuordnung erfolgte zur Abdeckung des nachrichtendienstlichen Wirkens von Cellarius im finnischen und baltischen Raum. Im Marineverbindungsstab Finnland waren von Dezember 1941 bis September 1944 Kapt.z.See Siegfried Kienitz (* 1887) und von Mai 1941 bis Dezember 1941 Kapt.z.See Hans-Eberhard Busch (* 1902), welcher auch Gehilfe des Marineattachés und Erster Admiralstabsoffizier der Verbindungsstabs war.

### Belgien
- 19. September 1901 bis 1905: Hptm. Detlof von Winterfeldt, Einsatz als Militärattaché mit Beauftragung für die Marine.
- 1. April 1933 bis 31. August 1937: Kapt.z.See Erwin Waßner, zeitgleich auch Marineattaché für Großbritannien.
- 1. September 1937 bis Januar 1939: Kapt.z.See Leopold Siemens, mit Sitz in London, zeitgleich Marineattaché für Großbritannien.
- Januar 1939 bis 10. Mai 1940: K.Kapt. Kurt Besthorn (1900–1965), mit Sitz in Den Haag. Die zeitlichen Überschneidungen waren der Kriegsvorbereitung Deutschlands und den möglichen Reaktionen der westlichen Länder bei den von Deutschland vollzogenen Okkupationsschritten geschuldet.

### Bulgarien
- 1908 bis 1911: Hptm. Ewald von Massow, Einsatz als Militärattaché mit Beauftragung für die Marine.
- 26. Juli 1915 bis 16. Oktober 1915 K.Kapt. Paul von Müller (1879–1916)
- 29. Juli 1915 bis 11. Februar 1918: K.Kapt./F.Kapt. Joachim von Arnim (1876–1933)[10]

Anfang 1918 erfolgte die Einstellung der Geschäftstätigkeit wegen Besetzung des Balkans.
- 19. Mai 1939 bis 2. August 1944: Kapt.z.See/Konteradmiral/Vizeadmiral Ralf von der Marwitz, zugleich Verantwortung für Griechenland, Rumänien und Türkei. Seinen Geschäftssitz hatte er in Ankara.
- August 1940 bis 1944: K.Kapt. Franz Maria Liedig, später Verantwortung für Griechenland.
- 2. August 1944 bis 8. September 1944: Kapt.z.See Dankmar Beissel von Gymnich (1891–1976)

### China
- Einsatzbeginn um 1884 als Marineattaché für Kapt. z. See Felix Hasenclever.

Mit dem Jahr 1914 war ein Einsatz für K.Ltn. Wolfram von Knorr geplant und vorbereitet. Die Vorbereitungen wurden wegen des Beginns des Ersten Weltkrieges abgebrochen.
- 1. Juni 1939 bis 28. Februar 1940: Kapt.z.See Joachim Lietzmann. Als Hauptsitz war Tokyo gewählt worden.
- 1. März 1940 bis 8. Mai 1945: Konteradmiral/Vizeadmiral Paul Wenneker. Seinen Sitz hatte er in Tokyo.

### Estland
- 27. September 1933 bis 30. Juni 1937: F.Kapt./Kapt.z.See Werner Steffan, als Marineattaché mit Sitz in Schweden.
- 1. Juli 1937 bis 21. Juli 1940: Kapt.z.See/K.Adm. Reimar von Bonin. Zugleich Verantwortung über die baltischen Staaten Lettland und Litauen und Finnland.[11] Seinen Sitz hatte er in Helsinki.

### Frankreich
Entsprechen der Kabinettsorder vom 19. November 1894 wurde der für Preußen tätige Marineattaché in Paris eingerichtet. Das geschah gegen die Auffassung des kommandierenden Admiral Max von der Goltz, der seine Ablehnung mit Schreiben vom 21. Oktober 1894 zum Ausdruck gebracht hatte.
- 1. Januar 1895 bis 31. Dezember 1907: K.Kapt./K.Adm. Rudolf Siegel
- 9. November 1907 bis 31. Dezember 1907: F.Kapt. Wilhelm Starke mit der Wahrnehmung der Geschäfte beauftragt.
- 1. Januar 1908 bis 30. September 1911: F.Kapt./Kapt.z.See Wilhelm Starke
- 1. Oktober 1911 bis 1. August 1914: K.Kapt./F.Kapt. Ernst von Bibra (1872–1918)[12]
- Für Sommer 1914 war geplant und vorbereitet: Kapt. z. See Erich von Zeppelin (1873–1927). Wegen des Kriegsbeginns wurden die Vorbereitungen abgebrochen.

Mit Kriegsausbruch erfolgte die Beendigung der diplomatischen Beziehungen und die Rückführung des gesamten Personals der deutschen Gesandtschaft in Paris nach Deutschland.
Nach dem Ende des Ersten Weltkrieges wurde bis 1933 keine neue Attachéstelle geschaffen.
- 17. Januar 1933 bis 18. März 1936: K.Kapt./F.Kapt. Paul Wever als Marineattaché in Paris stationiert. Zugleich Verantwortung für Spanien und Portugal.
- 24. März 1936 bis 9. Juli 1937: F.Kapt./Kapt.z.See Joachim Lietzmann
- 10. Juli 1937 bis 11. April 1939: Kapt.z.See Ralf von der Marwitz. Zugleich bis 1938 Verantwortung für Portugal.
- 12. April 1939 bis 3. September 1939: Kapt.z.See Hans Henning

### Griechenland
- 12. Juni 1915 bis 30. Oktober 1916: K.Kapt. Alexander Freiherr von Senarclens-Grancy, ehemaliger Marineattaché Nordisches Reich. Einsatz erfolgte für Griechenland und das Osmanische Reich. Ab Oktober 1915 war sein Gehilfe Kapt.z.See Friedrich Kloebe.

Weger der Entwicklung der Kriegsereignisse wurde im November 1916 die Tätigkeit eingestellt.
- 27. September 1933 bis 30. Juni 1937: F.Kapt. Werner Steffan.
- 19. Mai 1939 bis 6. April 1941: Kapt.z.See/Konteradmiral Ralf von der Marwitz. Zugleich Verantwortung für Bulgarien, Rumänien und Türkei.
- April 1941 bis 1944 K.Kapt./F.Kapt. Franz Maria Liedig. Zugleich 1940/41 Verantwortung auch für Bulgarien.

### Irland
- 12. August 1939 bis 3. September 1939: Kapt. z. See Leopold Siemens. Seinen Hauptsitz hatte er in London.

### Italien
Die erste Entsendung eines deutschen Marineattachés nach Italien erfolgte 1890 als zeitweilige Beauftragung. Erst zum 1. Oktober 1891 wurde eine ständige Stelle für einen Marineattaché in Rom eingerichtet, welche aber erst 1898 als Position im Marineetat auftauchten. Bis dahin wurden die Verantwortlichen „zur Botschaft kommandiert“.
Diese Position wurde in den Jahren von 1901 bis 1911 zugleich auch für Österreich-Ungarn, als zuständige Attaché-Stelle erweitert.
- 10. März 1890 bis 16. Januar 1891: Kaptltn. Friedrich Constantin Carl von Malapert-Neufville (1855–1934)[12]

„Zur Botschaft kommandiert“:
- 1. Oktober 1891 bis 1. April 1895: Kaptltn./K.Kapt. Wulf von Plessen (1854–1924),[12] ehemaliger Marineattaché des Nordischen Reiches und späterer Marineattaché Dänemarks.
- 1. April 1895 bis 30. September 1897: Kaptltn. Joachim von Oriola

Marineattaché:
- 1. Oktober 1897 bis 1. November 1901: K.Kapt./F.Kapt. Oskar Wentzel († 1906)[12]
- 1. November 1901 bis 31. März 1905: K.Kapt./Kapt.z.See Reinhard Koch, zeitgleich Marineattaché Österreich-Ungarn
- 1. April 1905 bis 27. März 1909: Kapt.z.See Paul Rampold, zeitgleich Marineattaché Österreich-Ungarn
- 28. März 1909 bis 31. März 1912: K.Kapt./Kapt.z.See Theodor Fuchs, zeitgleich Marineattaché Österreich-Ungarn
- 1. April 1912 bis 30. September 1913: Kaptltn./K.Kapt. Werner von Rheinbaben
- 1. Oktober 1913 bis 23. Mai 1915: K.Kapt. Alexander von Senarclens-Grancy. Später Marineattaché des Osmanischen Reichs und Schwedens.

Wegen des Abbruchs der diplomatischen Beziehungen wurde die Tätigkeit des Marineattachés zum 23. Mai 1915 eingestellt.
Nach dem Ende des Ersten Weltkrieges wurde im Marinebereich bis 1933 keine neue Attachéstelle geschaffen.
- 1. April 1933 bis 4. Oktober 1934: K.Kapt. Otto Loycke
- 5. Oktober 1934 bis 21. September 1936: F.Kapt. Hans-Heinrich Wurmbach
- 22. September 1936 bis 2. April 1939: F.Kapt./Kapt.z.See Werner Lange
- 3. April 1939 bis 11. September 1943: Kapt.z.See/Konteradmiral Werner Löwisch.

Als Gehilfen waren K.Ltn. Opdenhoff und von April 1939 bis Dezember 1943 Kurt Heintz (* 1904) tätig.

### Japanisches Kaiserreich
- 19. August 1895 bis 2. März 1897: Rittmeister Karl Georg von Treutler. Seine Position wurde als die eines militärischen Berichterstatters bezeichnet. Sein Handeln wurde mit der Position eines Legationssekretärs an der Gesandtschaft in Tokyo abgedeckt.
- 24. April 1898 bis 30. September 1899: Kaptltn./K.Kapt. Hubert von Rebeur-Paschwitz. Später Marineattaché der Vereinigten Staaten von Amerika (USA).
- 1. Oktober 1899 bis 9. Oktober 1902: K.Kapt./F.Kapt. Erich Gühler
- November 1902 bis 31. März 1906: K.Kapt./F.Kapt. Konrad Trummler
- ab 4. November 1905: K.Kapt./F.Kapt Richard Lange mit der Führung der Geschäfte beauftragt.
- 31. März 1906 bis 31. März 1910: K.Kapt./F.Kapt Richard Lange als Marineattaché.
- 1. April 1910 bis 13. Dezember 1913: K.Kapt./F.Kapt Paul Fischer[15] Ab Sommer 1911 war auch sein Dolmetscher, F.Kapt. Friedrich Blomeyer (* 1868), in Tokyo tätig.
- 14. Oktober 1913 bis 1. August 1914: Kaptltn./K.Kapt. Wolfram von Knorr

Am 23. August 1914 erfolgte mit der Übergabe der Kriegserklärung der Abbruch der diplomatischen Beziehungen.
In der Kabinettsitzung vom 6. Februar 1920 unter Vorsitz des Reichskanzlers Bauer war die „Frage der Beibehaltung der Militär- und Marineattachés“ behandelt worden. Nach kontroversen Diskussionen hatte man sich darauf verständig, dass alle Attachés zurückzuziehen sind. Aber auf Grund der Dringlichkeit, weiter informiert zu sein, wünschte der Reichswehrminister, dass wenigstens die Marineposten Tokyo und Den Haag besetzt bleiben sollten. Da aber die vorgeschlagene Lösung, Offiziere über das Auswärtige Amt einzusetzen, zu keiner Entscheidung führte, wurden getarnte Formen gewählt und umgesetzt. So reiste ab 1920 Korvettenkapitän Wolfram von Knorr „legalisiert“ als Korrespondent des Berliner Lokal-Anzeigers wieder in Japan ein.
- 28. Dezember 1933 bis 23. August 1937: K.Kapt./Kapt.z.See Paul Wenneker
- 24. August 1937 bis 30. März 1940: Kapt.z.See Joachim Lietzmann. Vom 1. Juni 1939 bis 28. Februar 1940 wurde er auch für Mandschuko notifiziert.
- 21. März 1940 bis 8. Mai 1945: Konteradmiral/Vizeadmiral Paul Wenneker erneut als Marineattaché in Tokyo eingesetzt.[18] Er wurde auch für Mandschuko notifiziert.

Gehilfen (Auswahl):
- von November 1942 bis März 1943: Kapt. z.See Günther Gumprich, vormals Kommandant des Hilfskreuzers Thor, der kurz zuvor im Hafen von Yokohama explodiert war.
- von 1942 bis 1945: Kapt.z.See Werner Vermehren
- ab 3. März 1943 bis Kriegsende: Kapt.z.See Hellmuth von Ruckteschell

### Jugoslawien
- von 1908 bis 1911: Hptm. Ewald von Massow eingesetzt als Militärattaché mit Verantwortung für den Marinebereich.

### Kroatien
- ab November 1944 bis 8. Mai 1945: Kapt. z. See Dietrich Niebuhr. Seine Geschäftzssitz hatte er in Agram.

### Lettland
- 27. September 1933 bis 30. Juni 1937: F.Kapt. Werner Steffan. Geschäftssitz in Stockholm.
- 1. Juli 1937 bis 21. Juli 1940: Kapt.z.See/K.Adm. Reimar von Bonin

### Litauen
- 1. Oktober 1933 bis 30. Juni 1937: F.Kapt. Werner Steffan.
- 28. Oktober 1938 bis 21. Juli 1940: Kapt.z.See/K.Adm. Reimar von Bonin. Sein Geschäftssitz war in Helsingfors.

### Mandschuko
- 1. Juni 1939 bis 28. Februar 1940: Kapt.z.See Joachim Lietzmann.
- 21. März 1940 bis 8. Mai 1945: Konteradmiral/Vizeadmiral Paul Wenneker. Beide hatten ihren Sitz in Tokyo.

### Mexiko
- 1. April 1904 bis 30. September 1908: K.Kapt./Kapt.z.See Georg Hebbinghaus (1866–1944)
- 1. Oktober 1908 bis 6. April 1912: K.Kapt. Heinrich Retzmann
- 7. April 1912 bis 28. Dezember 1915: K.Kapt./Kapt.z.See Karl Boy-Ed. Wegen nachrichtendienstlicher Tätigkeiten wurde Boy-Ed Ende 1915 aus den USA ausgewiesen. Gegen seine Büromitarbeiter wurden gerichtliche Verfahren durchgeführt.

### Niederlande
- 29. Oktober 1906 bis 4. August 1914: Hptm. Martin Renner. Einsatz als Militärattaché mit zusätzlicher Verantwortung für den Marinebereich.
- 13. Juli 1915 bis 5. Juni 1919: K.Kapt./F.Kapt. Erich von Müller. Ehemaliger Marineattaché des Vereinigten Königreichs (Großbritannien). Als Gehilfen kamen bis Dezember 1918 Ernst von Vanselow (1876–1964) und Kaptltn. Walther Köhler zum Einsatz. Ab Mitte Juli 1915 war von Müller auch Leiter der Zweigstelle des Marineattachés für die Nordischen Reiche in Kopenhagen.
  - November 1918 bis 2. Februar 1919 als Stellvertreter: F.Kapt. Wilhelm von Haxthausen
- 5. Juni 1919 bis 7. Februar 1920: K.Kapt. Ernst von Weizsäcker
- 1. März 1920 bis 31. März 1920: F.Kapt./Kapt.z.See Albrecht von Freyberg

Ende März 1920 wurde die Attachéstellen aufgelöst und erst 1933 wieder aktiviert.
- 1. April 1933 bis 24. August 1937: Kapt.z.See Erwin Waßner
- 29. September 1937 bis 31. Oktober 1938: Kapt.z.See Leopold Siemens
- 1. November 1938 bis 10. Mai 1940: K.Kapt. Kurt Besthorn (1900–1965)
- 1. Oktober 1939 bis 10. Mai 1940: Kapt.z.See Ernst Hintzmann, Einsatz mit Sonderauftrag außerhalb der bisher gehandhabten Regulation.

### Österreich-Ungarn
Ab 2. März 1901 wurde die Dienstgeschäfte des deutschen Marineattachés in Österreich durch den Marineattaché in Italien wahrgenommen. Diese Vereinbarung galt bis 10. April 1911.
- 2. März 1901 bis 1. November 1901: K.Kapt. Oskar Wentzel (verst. 1906)
- 1. November 1901 bis 31. März 1905: K.Kapt. Reinhard Koch, zeitgleich Marineattaché Italien
- 1. April 1905 bis 27. März 1909: Kapt.z.See Paul Rampold, zeitgleich Marineattaché Österreich-Ungarn
- 28. März 1909 bis 10. April 1911: F.Kapt. Theodor Fuchs, zeitgleich Marineattaché Österreich-Ungarn
- 11. April 1911 bis 2. Dezember 1912: F.Kapt./Kapt.z.See Harry von Posadowsky-Wehner
- 3. Dezember 1912 bis 14. Oktober 1914: Kaptltn./K.Kapt. Albrecht von Freyberg-Eisenberg-Allmendingen. Zur Unterstützung des Marineattachés waren ab 1912 Kaptltn. Konrad Gansser an der Gesandtschaft eingesetzt. Als Gehilfen wirkten Obermatrose Hofmann und Matrose Barthelmann.

Mit Beginn des Krieges war die Stelle kurzzeitig aufgehoben.
- 2. Januar 1915 bis 6. Februar 1920: K.Kapt./F.Kapt. Albrecht von Freyberg-Eisenberg-Allmendingen. Ab 1916 erhielt er als Stellvertreter K.Kapt. Rudolf Götting ins Büro.

Zum 31. März 1920 wurde die bestehende Stelle für den Marineattaché in Rom aufgehoben, damit entfiel auch der weitere Einsatz für Wien.

### Osmanisches Reich
- 1912 bis August 1914: Olt. zur See Bernhard von Tschirschky wurde er als Marineattaché an die Gesandtschaft in Konstantinopel kommandiert.
- ab Herbst 1914 bis Oktober 1915: K.Kapt. Hans Humann als Kommandant der deutschen Etappe im Osmanischen Reich eingesetzt wurde ihm de facto die Aufgaben des Marinebeauftragten mit übertragen.
- 19. Oktober 1915 bis 28. November 1917: K.Kapt. Hans Humann. Notifizierung als Marineattaché unter Beibehaltung seiner Stellung als Etappenoffizier. Als sein Stellvertreter wirkte hier Kaptltn. Arthur von Haas (* 1877). Zur Unterstützung gehörte außerdem der Marineintentantursekretär Brachenheimer zum Büro.
- 25. September 1917 bis 2. November 1918: K.Kapt. Alexander von Senarclens-Grancy.[3] Ehemaliger Marineattaché Nordisches Reich, Italiens und später Marineattaché für Schweden.

Bis Mai 1918 war der der Kaptltn. d. R. der Matrosenartillerie Arthur von Haas (* 1877) Nachrichtenoffizier des Admiralstabs der Marineetappe Konstantinopel und anschließend stellvertretender Marineattaché.
Kriegsbedingt bestanden vom November 1918 bis 1924 keine diplomatischen Beziehungen zum Osmanischen Reich. Für den Zeitraum ab 1920 siehe „Marineattaché für die Türkei“.

### Paraguay
- 1. Dezember 1936 bis 26. Januar 1943: F.Kapt. Dietrich Niebuhr. Seinen Sitz hatte er in Buenos Aires.

### Polen
- April 1933 bis September 1935: Max Schindler, eingesetzt als Militärattaché und zugleich mit den Aufgaben der Marine mit vertraut.
- Oktober 1935 bis Dezember 1938: Oberst Bogislav von Studnitz als Luft- und Militärattaché in Warschau stationiert. Am 20. November 1935 erhielt er die Notifizierung als Marineattaché.[19]
- Januar 1939 bis 3. September 1939: Oberst Kurt Himer als Marine- und Militärattaché in Warschau stationiert[19]

### Portugal
- 17. Januar 1933 bis 18. März 1936: K.Kapt./F.Kapt. Paul Wever als Marineattaché in Paris stationiert. Zugleich Verantwortung für Spanien und Frankreich.
- 24. März 1936 bis 9. Juli 1937: F.Kapt. Joachim Lietzmann
- 10. Juli 1937 bis 13. Oktober 1938: Kapt.z.See Ralf von der Marwitz. Zugleich trug er Verantwortung für Frankreich.
- 13. Oktober 1938 bis 31. Dezember 1939: K.Kapt./F.Kapt. Kurt Meyer-Döhner (* 1899)
- 1. Januar 1940 bis 11. Januar 1943: F.Kapt./Kapt.z.See Eberhard Heinichen (1893–1962). Als sein Gehilfe war von 1940 bis 1941 Rolf Rüggeberg (1907–1979) eingesetzt.
- 12. Januar 1943 bis 8. Mai 1945: Konteradmiral Hans Henning

### Rumänien
- 1902 bis 1904: Hauptmann Maximilian von Mutius, Einsatz als Militärattaché mit Verantwortung für den Marinebereich.
- 1908 bis 1911: Hauptmann Ewald von Massow, Einsatz als Militärattaché mit Verantwortung für den Marinebereich.

Als Marineattaché notifiziert:
- 29. Juli 1915 bis August 1916: K.Kapt. Paul von Müller[10] Ab 1915 wurde als dessen Sekretär Nast-Kolb tätig.

Im August 1916 wurde das gesamte diplomatische Personal aus Rumänien ausgewiesen.
- 1. August 1937 bis 18. Mai 1939: Major Carl Wahle. Seine Anmeldung erfolgte als Militärattaché mit Zuständigkeit für die Marine, später wurde das Einsatzprofil noch um den Bereich der Luftfahrt erweitert.
- 19. Mai 1939 bis 2.  August 1944: Vizeadmiral Ralf von der Marwitz. Zugleich Verantwortung für Bulgarien, Griechenland und Türkei. Seinen Sitz hatte er in Ankara.

### Russland
- 1896 bis 1887: Oberst Bernhard von Werder, Einsatz als Militärattaché mit Verantwortung für den Marinebereich.
- 1885 bis 1893: Maximilian Graf Yorck von Wartenburg, Einsatz als Militärattaché mit Verantwortung für den Marinebereich.
- 5. April 1886 bis 1. Juni 1888: Kapt.z. See Rudolf von Rössing. Wurde ab 6. April 1886 zum Marinebevollmächtigter der „Nordischen Reiche“ ernannt.

### Schweiz
- August 1914 bis Januar 1919: Kaptltn. und Legationsrat Hermann Eduard von Simson (1880–1951),[3] zugleich Nachrichtenoffizier

### Sowjetunion (UdSSR)
- 1. Oktober 1933 bis 31. Dezember 1936: K.Kapt. Norbert von Baumbach mit Einsatz als Marinespezialist an der deutschen Botschaft in Moskau.
- 1. Januar 1937 bis 22. Juni 1941: K.Kapt./F.Kapt./Kapt.z.See Norbert von Baumbach notifiziert als Marineattaché.

### Spanien
- 22. April 1898 bis 17. August 1898: Kaptltn. Günther von Krosigk eingesetzt in Madrid während des spanisch-amerikanischen Krieges[20]
- September 1914 bis 22. September 1916: K.Kapt. Hans von Krohn.[10] Mit der Wahrnehmung der Geschäfte betraut. Vorerst war er offiziell als militärischer Berichterstatter angemeldet.
- 23. September 1916 bis 7. Januar 1918: K.Kapt. Hans von Krohn. Als sein Gehilfe war von 1916 bis 1917 Wilhelm Canaris im Büro des Marineattachés tätig. Ab 1917 übernahm die Gehilfentätigkeit Oltn. z. See Werner Steffan
- 8. Januar 1918 bis Dezember 1918: Oltn.z.See/Kaptltn. Werner Steffan.[10] Mit der Wahrnehmung der Geschäfte betraut.

Im Dezember 1918 wurde Steffan gemeinsam mit dem gesamten deutschen Botschaftspersonal aus Spanien ausgewiesen.
- Januar 1919 bis 1920: Lt. der Reserve Karl Nahrstedt, eingesetzt nach Ausweisung von Marineattaché Werner Steffan zur Bearbeitung der Marineangelegenheiten.

- Januar bis Juni 1931: K.Kapt. Paul Wever als Marineattaché notifiziert. Mit dem Sturz des spanischen Königs im Juni 1931 wurde die Entsendung rückgängig gemacht.
- 17. Januar 1933 bis 18. März 1936: K.Kapt./F.Kapt. Paul Wever als Marineattaché in Paris stationiert. Zugleich Verantwortung für Frankreich und Portugal.
- 24. März 1936 bis 27. November 1936: F.Kapt. Joachim Lietzmann. Zu seinen Gehilfen gehörten Alfred Menzell, ab 1939 Eberhard Messerschmidt (1895–1972) sowie Hans Loreck und ab 1940 Rolf Rüggeberg (1907–1979).
- 28. November 1936 bis 8. Mai 1945: K.Kapt. Kurt Meyer-Döhner (* 1899)
- ab 1939 bis 1941: F.Kapt. Gerhard Wagner als „außerordentlicher Marineattaché“ eingesetzt. Seine Aufgabe war vor allem die Seetransporte für Rohstoffe, Waffen und Militärpersonal zu organisieren sowie deren Absicherung von Spionage- und Sabotageaktionen zu gewährleisten.

### Türkei
Mit dem Erlöschen des Kalifats hörte auch das Osmanische Reich auf zu existieren. Rechtsnachfolger war ab 1923 die türkische Republik.
- 1936 bis 1939: Generalmajor Hans Rohde. Als Militärattaché nahm er die Aufgaben des Marineattachés mit wahr.
- 19. Mai 1939 bis 31. August 1944: Konteradmiral/Vizeadmiral Ralf von der Marwitz.[21] Zugleich Verantwortung für Bulgarien, Griechenland und Rumänien. Als seine Gehilfen waren in Ankara K.Kptn. Werner Schade (* 1888) und ab 1940 Oltn. d.R. Weicher eingebunden.

Am 31. Juli 1944 brach die Türkei die diplomatischen Beziehungen zum Deutschen Reich ab.

### Uruguay
- ab 13. April 1914 bis Februar 1917: K.Kapt. August Moller. Seinen Hauptsitz hatte er in Argentinien.

Der Abbruch der diplomatischen Beziehungen erfolgte im Februar 1917.
- 1. Dezember 1936 bis 26. Januar 1943: F.Kapt. Dietrich Niebuhr mit Sitz in Buenos Aires

### Vereinigtes Königreich (Großbritannien)
Militärbevollmächtigter:
- 16. November 1882 bis 10. Februar 1886: K.Kapt. Iwan Oldekop

Marineattaché:
- 11. Februar 1886 bis 22. September 1889: Kapt.z.See/K.Adm. Wilhelm Schröder (1842–1908).
- 24. September 1889 bis 23. August 1892: K.Kapt. Felix Hasenclever (1851–1892). Während der Dienstausübung in London verstorben.
- 7. Dezember 1892 bis 28. Mai 1893: K.Kapt. Ewald Kries (1852–1893). Während der Amtszeit in London verstorben.
- 6. Juni 1893 bis 30. September 1898: K.Kapt. (mit OSL-Rang) Ernst Gülich (1853–1920)
- 1. Oktober 1898 bis 29. September 1903: F.Kapt./Kapt.z.See Carl von Coerper
- 30. September 1903 bis 23. September 1904: K.Kapt./F.Kapt. Hugo von Cotzhausen. Seine kurzfristige Abberufung war aus politischen Gründen wegen eines diplomatischen Fauxpas erforderlich geworden.
- 5. Dezember 1904 bis 31. März 1907: F.Kapt./Kapt.z.See Carl von Coerper. Seine zweite Bestellung war aus Gründen der Schadensbegrenzung in London erforderlich geworden.
- 1. April 1907 bis 4. April 1912: Kaptltn./K.Kapt. Wilhelm Widenmann
- 5. April 1912 bis 4. August 1914: Kaptltn./K.Kapt. Erich von Müller (1877–1943). Später Marineattaché der Niederlande.

Im August 1914 wurden die diplomatischen Beziehungen zwischen Deutschland und Großbritannien abgebrochen.
- 1. April 1933 bis 24. August 1937: Kapt.z.See/Konteradmiral Erwin Waßner. Er wurde nach einer Einweisung vom Januar bis März 1933 an der deutschen Botschaft in London als Marineattaché eingesetzt. Am 24. August 1937 starb er bei einer Dienstreise in Den Haag.
- 29. September 1937 bis 1. September 1939: Kapt.z.See Leopold Siemens

Abbruch der Beziehungen zwischen Deutschland und Großbritannien mit dem Zeitpunkt der Kriegserklärung.

### Vereinigte Staaten von Amerika (USA)
Militär- bzw. Marinebevollmächtigte:
- 27. Juni 1873 bis 19. Januar 1875: K.Kapt. Karl von Eisendecher
- 24. Mai 1881 bis 23. Oktober 1885: K.Kapt./Kapt.z.See Adolf Mensing

Marineattaché:
- 24. April 1898 bis 30. September 1902: Kaptltn./K.Kapt. Hubert von Rebeur-Paschwitz. Ehemaliger Marineattaché im Japanischen Kaiserreich.
- 16. Oktober 1902 bis 31. März 1904: Kaptltn./K.Kapt. Erwin Schäfer
- 1. April 1904 bis 30. September 1908: K.Kapt./Kapt.z.See Georg Hebbinghaus (1866–1944)
- 1. Oktober 1908 bis 6. April 1912: K.Kapt. Heinrich Retzmann
- 7. April 1912 bis 28. Dezember 1915: K.Kapt./Kapt.z.See Karl Boy-Ed. Er wurde wegen nachrichtendienstlicher und terroristischer Tätigkeit Ende 1915 aus den USA ausgewiesen, erhielt aber für seine Rückkehr nach Deutschland wegen seines diplomatischen Status freies Geleit[22]
  - August 1914 bis Januar 1915: Oltn. zur See Otto Hormel zusätzlich als Hilfskraft des Marineattachés eingesetzt.
  - bis November 1915: Kaptltn. d. R. Edwin Nordmann zur Dienstleistung kommandiert

Nach dem Ende des Ersten Weltkrieges wurde bis 1933 keine neue Attachéstelle im Marinebereich geschaffen.
Teilaufgaben der Informationsbeschaffung wurden in diesem Zeitraum von 1925 bis 1933 durch Reiseoffiziere, die in Abstimmung mit den beiden Außenministerien und zum Teil die in Berlin stationierten US-Militärattachés abgesprochen sowie vertraglich vereinbart wurden.
- 9. November 1933 bis 11. Dezember 1941: Kapt.z.See/Konteradmiral/Vizeadmiral Robert Witthoeft-Emden als Marineattaché in Washington eingesetzt.